# Anablepsoides limoncochae
Anablepsoides limoncochae är en fiskart som beskrevs av Jacobus Johannes Hoedeman 1962. Arten ingår i släktet Anablepsoides, och familjen Rivulidae. Inga underarter finns listade i Catalogue of Life.